# Fiii omului cu inima de piatră (film)
Fiii omului cu inima de piatră (în maghiară A kőszívű ember fiai) este un film maghiar din 1965, regizat de Zoltán Várkonyi, care a ecranizat romanul omonim al lui Mór Jókai. Rolurile principale sunt interpretate de actorii Mária Sulyok, Tamás Major, Tibor Bitskey, Károly Mécs, Géza Tordy și Ilona Béres. Filmul a fost produs de studiourile Mafilm și a avut premiera la 1 aprilie 1965, fiind distribuit de compania MOKÉP. O versiune recondiționată a fost prezentată în cinematografele maghiare începând din 1 aprilie 1976.

## Rezumat
Partea I
Nobilul maghiar Kazimír Baradlay, un conducător politic credincios împăratului austriac în Epoca Reformelor, moare la moșia sa din Nemesdomb. Înainte de a muri îl desemnează succesor la conducerea comitatului pe administratorul Bence Rideghváry, care-i împărtășește ideile politice conservatoare, și îi transmite soției ultimele sale dorințe. Fiii săi trebuiau să rămână supuși loiali ai împăratului pentru a păstra astfel privilegiile medievale ale familiei: fiul cel mai mare, Ödön, urma să rămână diplomat imperial la Sankt Petersburg, mijlociul, Richárd, trebuia să mai fie o perioadă ofițer într-un regiment de husari și apoi să treacă în statul major al Armatei Imperiale, iar mezinul, Jenő, urma să avanseze ca funcționar superior la curtea imperială de la Viena. Contrar voinței defunctului, văduva Baradlay îi cheamă acasă pe toți cei trei copii pentru a participa la eliberarea Ungariei de sub stăpânirea austriacă.
Ödön părăsește imediat postul diplomatic după ce primește scrisoarea mamei sale și traversează în plină iarnă stepa rusă, alături de prietenul său rus, Leonin, reușind să ajungă după mai multe peripeții în Ungaria. Acolo se căsătorește cu Aranka, fiica pastorului reformat Bertalan Lánghy, și preia postul de prefect al comitatului pe care-l deținuse anterior tatăl său, înlăturându-l pe Rideghváry și promovând o politică de modernizare a țării. Ceilalți doi frați se aflau la Viena, unde își petreceau timpul liber participând frecvent la balurile organizate în palatul baroanei Plankenhorst. Jenő este îndrăgostit de Alfonsine, fiica baroanei, în timp ce Richárd începe să o curteze pe Edit Liedenwall, o rudă săracă a familiei, cu care se va logodi ulterior.
În martie 1848 este declanșată o revoluție la Viena. Familia Plankenhorst trece aparent de partea revoluționarilor, dar rămâne, de fapt, o susținătoare a împăratului și desfășoară activități de spionaj în folosul feldmareșalului Windisch-Grätz. Cei doi frați Baradlay aflați în capitala Austriei participă fără prea mare convingere la acțiunile revoluționare, împrietenindu-se cu studenții idealiști. Spre sfârșitul lunii octombrie, după lupte grele și regruparea forțelor reacționare, doamna Baradlay se duce la Viena și încearcă să-și convingă ambii fii să revină în Ungaria. Zilele Revoluției de la Viena sunt numărate, iar husarii maghiari ai lui Richárd Baradlay hotărăsc să se îndrepte spre țara lor de origine, înșelând vigilența colonelului austriac Ottó Palvicz. Pe străzile Vienei se dau ultimele lupte, iar trupele imperiale reușesc să-i învingă pe insurgenți. În balconul palatului Plankenhorst este înlocuit tricolorul german cu drapelul Imperiului Austriac.
Partea a II-a
Richárd Baradlay își face drum către Ungaria, împreună cu compania sa de husari, depășind obstacolele ivite în cale. Sunt urmăriți de militarii conduși de Ottó Palvicz, iar cei doi comandanți schimbă câteva focuri de pistol de pe două culmi aflate față în față. Husarii sunt încercuiți în apropierea unei cariere de piatră, dar scapă datorită ingeniozității husarului Pál. Jenő, aflat încă la Viena, este însă pe punctul de a fi prins în cursă de către Rideghváry care-i propune postul de diplomat deținut anterior de Ödön și căsătoria cu Alfonsine. Mezinul Baradlay este însă vizitat de mama lui, care îl convinge cu cuvinte blânde să se întoarcă în Ungaria împreună cu ea.
Toți cei trei frați se află acum în Ungaria. Ödön este comisar guvernamental, Richárd este ofițer în Armata Ungariei și Jenő îi protejează pe soția și copiii lui Ödön, refugiați într-unul din conacele familiei. Bătălia de la Isaszeg este o confruntare decisivă în campania de primăvară din anul 1849, iar Richárd săvârșește acte de vitejie, luptând alături de husarii lui și de studenții revoluționari austrieci care fugiseră din Viena. Are loc un duel pe viață și pe moarte între Richárd Baradlay și Ottó Palvicz în care ambii sunt grav răniți. Ofițerul austriac moare călcat de copitele cailor, dar înainte de a muri îi cere fostului său camarad să-i găsească copilul pe care-l avea cu Alfonsine.
În martie 1849 are loc Asediul Budei. Atacurile maghiare nu au inițial succes din cauza faptului că austriecii sunt informați de mișcările trupelor inamice de către trădătorul Rideghváry, dar, după ce acesta este ucis, maghiarii reiau asaltul și pătrund în cetate. Bucuria ungurilor este scurtă, deoarece împăratul Austriei cere ajutorul țarului Rusiei, iar Revoluția Maghiară este înfrântă. Frații Baradlay devin niște proscriși: Ödön s-a refugiat la conacul familiei, în timp ce Richárd se află în închisoare și așteaptă să fie judecat. Ofițerii austrieci confundă însă între ele numele austriece ale lui Ödön și Jenő, iar mezinul acceptă să fie judecat în locul fratelui său mai mare, fiind condamnat la moarte și executat.
Alfonsine încearcă să se răzbune pe familia Baradlay pentru moartea lui Ottó Palvicz, așa că îl vizitează pe feldmareșalul Haynau, guvernatorul militar al Ungariei, anunțându-l că urmează să fie înlocuit din funcție în curând din cauza comportamentului său crud față de revoluționarii maghiari și cerându-i să-i execute cât mai repede pe arestați. În mod paradoxal, Haynau decide să-i grațieze pe toți arestații, așa că Richárd Baradlay este eliberat și călătorește la Viena pentru a o regăsi pe Edit. În același timp, sosește la conacul Nemesdomb un jandarm care aduce ultima scrisoare a lui Jenő prin care mezinul îi roagă pe membrii familiei Baradlay să nu-l plângă deoarece trupul său se va odihni pentru totdeauna în pământul unguresc pentru a cărui eliberare au luptat toți cei trei fii.

## Distribuție
- Mária Sulyok – Mária Baradlay
- Tamás Major – Kazimír Baradlay
- Tibor Bitskey – Ödön Baradlay
- Károly Mécs – Richárd Baradlay
- Géza Tordy – Jenő Baradlay
- Lajos Básti – Bence Rideghváry, administratorul comitatului
- Vera Szemere – Antoinette Plankenhorst
- Ilona Béres – Alfonsine Plankenhorst
- Béla Barsy – Bertalan Lánghy
- Myrtill Nádasi – Aranka Lánghy
- Gyöngyi Polónyi – Edit Liedenwall
- Attila Nagy – Ottó Palvicz
- István Bujtor – Leonin Ramiroff, ofițer rus
- György Kálmán – Fritz Goldner
- József Fonyó – Hugó Mausmann
- Rudolf Somogyvári – șeful poliției secrete din Viena
- Gyula Benkő – informatorul Krámer
- Antal Páger – ordonanța Pál
- János Rajz – meșterul cizmar Mihály
- Zoltán Várkonyi – feldmareșalul Haynau
- Ferenc Bessenyei – generalul Artúr Görgei
- Tibor Molnár – general maghiar
- Zoltán Greguss – ofițer maghiar
- László Inke – ofițer maghiar
- Margit Makay – maica Remigia
- Ferenc Kiss – Tormándy
- Gyula Gózon – preot
- László Keleti – bancher austriac
- József Szendrő – ofițerul de intendență
- Gellért Raksányi – nobil rural
- László György – nobil rural
- Károly Kovács – nobil rural
- Erzsébet Gombkötő – dansatoarea Jéza
- György Bárdy – colonelul judecător austriac
- László Márkus – ofițer austriac
- István Velenczey – duelist
- György Miklósy – duelist
- András Ambrus – servitorul familiei Baradlay
- Emese Balogh – logodnica ofițerului deghizat
- László Bánhidi – hangiu
- János Makláry – valet
- Gábor Koncz – revoluționarul Franz
- Iza Sándor – contesă
- Zsóka Fodor – servitoarea familiei Plankenhorst

În alte roluri: Gyula Bay, István Budai, Sándor Deák, János Dömsödi, Antal Farkas, Aladár Fenyő, Emil Fenyő, Kornél Gelley, László Hadics, Ferenc Horváth, Jenő Horváth, József Horváth, Péter Huszti, László Joó, Gyula Kamarás, Gábor Kiss, Béla Kollár, István Kovács, Ferenc Ladányi, Tihamér Lázár, István Prókai, János Pásztor, Sándor Siménfalvy, Lajos Sugár, András Szigeti, Ottó Szokolay, György Szüry, Nándor Tomanek, István Torma, Gedeon Viktor, József Vándor

## Restricții cu privire la vizionare
Filmul a fost difuzat de mai multe televiziuni maghiare cu diferite restricții de vârstă:
- MTV / TV-1 / M1 (anterior), MTV-2 / M2 (anterior), Sió TV, Duna TV (anterior), TV2, Duna World (anterior), Filmmúzeum, ATV, Super TV2, Epic Drama - fără restricții de vârstă
- M1 (ulterior) - interzis copiilor cu vârsta mai mică de 6 ani
- M2 (ulterior), Duna (ulterior), Duna World (ulterior), Film+, Cool TV - interzis copiilor cu vârsta mai mică de 12 ani

## Aprecieri critice
Enciclopedia cinematografică germană Lexikon des internationalen Films descrie astfel acest film: „Soarta unei familii nobiliare maghiare în anul revoluționar 1848. După o ezitare inițială, cei trei fii aflați în serviciul austriac se alătură rebeliunii împotriva casei imperiale vieneze. Atunci când răscoala eșuează, cel mai tânăr se sacrifică pentru familia sa și se lasă executat. Film monumental plin de culoare ale cărui fresce sociale și de luptă sunt inspirate din modelele americane și încearcă să prezinte evenimentele cât mai eficient posibil.”.

## Legături externe
- en  „Men and Banners (1965)”, Filmaffinity, accesat în 14 iunie 2018
- hu  „A kőszívű ember fiai”, Interaktív filmkatalógus, accesat în 14 iunie 2018